# Nogueras (Espagne)
Pour les articles homonymes, voir Nogueras.
Nogueras est une commune d’Espagne, dans la province de Teruel, communauté autonome d'Aragon de la Comarque de Jiloca